# Gare d'Offenbach-Bieber
La gare d'Offenbach-Bieber (en allemand Bahnhof Offenbach-Bieber) est une gare ferroviaire de la commune allemande d'Offenbach-sur-le-Main (Land de Hesse).
Elle se trouve dans le quartier d'Offenbach-Bieber.

## Service voyageurs

### Desserte
La gare est desservie par les lignes S1 et S2 du S-Bahn Rhin-Main.